# Liste de pièces de théâtre nô
Liste complète des pièces pré-modernes nô encore existantes, avec leurs auteurs présumés et leur catégorisation. Une brève traduction en français du titre est donnée lorsqu'il en existe une. 
Certaines pièces portent des noms différents selon les différentes écoles. Les mots bangai kyoku signifient qu'une pièce ne fait plus partie du répertoire courant.
Les nô se rangent en cinq catégories différentes : 
- 1re catégorie : pièces de dieux
- 2e catégorie : pièces de guerriers
- 3e catégorie : pièces de femmes
- 4e catégorie : pièces de femmes folles ou de folie
- 5e catégorie : pièces de démons

Cette liste est en grande partie une version condensée de celle compilée par Michael Watson à l'Université Meiji Gakuin qui comprend de plus amples renseignements sur les traductions dans les langues européennes et les articles de journaux pertinents.  
| Nom                                                           | Kanji                | Cat | Auteur                       |
| ------------------------------------------------------------- | -------------------- | --- | ---------------------------- |
| Adachi ga hara Kurozuka                                       | 安達原 ou 黒塚       | 2   | Zeami                        |
| Aisomegawa                                                    | 藍染川               | 4/5 | inconnu                      |
| Akechi uchi La conquête d'Akechi                              | 明智討               | 2   | Ōmura Yūko                   |
| Akogi                                                         | 阿漕                 | 4   | inconnu                      |
| Ama La plongeuse                                              | 海女 or 海士         | 5   | inconnu                      |
| Aoi no Ue Dame Aoi                                            | 葵上                 | 4   | inconnu, rev. Zeami          |
| Arashiyama                                                    | 嵐山                 | 1   | Komparu Zempō                |
| Aridōshi                                                      | 蟻通                 | 4   | Zeami                        |
| Asagao                                                        | 朝顔(槿)             | ?   | ???                          |
| Ashikari Le coupeur de roseau                                 | 芦刈 or 葦刈         | 4   | Zeami                        |
| Asukagawa La rivière Asuka                                    | 飛鳥川               | 4   | inconnu                      |
| Atago Kūya                                                    | 愛宕空也             | 5   | Kanze Kojirō Nobumitsu       |
| Ataka                                                         | 安宅                 | 4   | inconnu                      |
| Atsumori                                                      | 敦盛                 | 2   | Zeami                        |
| Awaji                                                         | 淡路                 | 1   | kusemai de Zeami             |
| Aya no Tsuzumi Le tambour de damas                            | 綾鼓                 | 4   | inconnu                      |
| Bashō L'arbre Basho                                           | 芭蕉                 | 3   | Komparu Zenchiku             |
| Bukan                                                         | 豊干                 | 4   | inconnu                      |
| Chibiki                                                       | 千引                 | 5   | inconnu                      |
| Chikubushima                                                  | 竹生島               | 1   | inconnu                      |
| Chōbuku Soga                                                  | 調伏曽我             | 4   | Miyamasu                     |
| Chōryō                                                        | 張良                 | 5   | Kanze Kojiro Nobumitsu       |
| Chūrei                                                        | 忠霊                 | ?   | ???                          |
| Daibutsu kuyō Nara mōde Rite dédicatoire pour le grand Buddha | 大仏供養 ou 奈良詣   | 4   | inconnu                      |
| Daie                                                          | 大会                 | 5   | inconnu                      |
| Daihanya                                                      | 大般若               | 4/5 | bangai kyoku révisé en 1983  |
| Dairokuten                                                    | 第六天               | 5   | inconnu                      |
| Danpū Vents de bois de santal (?)                             | 檀風 ou 壇風         | 4/5 | inconnu                      |
| Darani Ochiba voir aussi Ochiba                               | 陀羅尼落葉           | 3   | inconnu                      |
| Dōjōji                                                        | 道成寺               | 4   | inconnu                      |
| Dōmyōji                                                       | 道明寺               | 1   | inconnu                      |
| Ebira                                                         | 箙                   | 2   | inconnu                      |
| Eboshi-ori Le fabricant d'Eboshi                              | 烏帽子折             | 5   | Miyamasu                     |
| Eguchi Mouth-of-Sound                                         | 江口                 | 3   | Kan'ami, rev. Zeami          |
| Ema La tablette votive                                        | 絵馬                 | 1   | Kongō nanigashi              |
| Enoshima                                                      | 江野島 ou 江島       | 1   | Kanze Nagatoshi              |
| Fuji L'esprit du wisteria                                     | 藤                   | 3   | inconnu                      |
| Fujidaiko Le tambour de Fuji                                  | 富士太鼓             | 4   | inconnu                      |
| Fujisan                                                       | 富士山 ou 不二山     | 1   | inconnu                      |
| Fujito La porte du Wisteria                                   | 藤戸                 | 4   | inconnu                      |
| Funabashi Le Bateau pont                                      | 船橋                 | 4   | inconnu, rev. Zeami          |
| Funa Benkei Benkei à Bord                                     | 舟弁慶 ou 船弁慶     | 5   | Kanze Kojiro Nobumitsu       |
| Fushimi                                                       | 伏見                 | ?   | Zeami?                       |
| Futari Giō Giō                                                | 二人祇王             | 3   | inconnu                      |
| Futari Shizuka Les deux Shizukas                              | 二人静               | 3   | inconnu                      |
| Gekkyūden Tsurukame                                           | 月宮殿               | 1   | inconnu                      |
| Gendayu                                                       | 源太夫               | 1   | Kiami                        |
| Genji kuyō Commémoration du Genji                             | 源氏供養             | 3   | inconnu                      |
| Genjō Kenjō                                                   | 玄象 ou 絃上         | ?   | Kawakami kannushi?           |
| Genpuku Soga                                                  | 元服曽我             | 4   | Miyamasu?                    |
| Genzai nue                                                    | 現在鵺               | 5   | inconnu                      |
| Genzai shichimen                                              | 現在七面             | 4   | inconnu                      |
| Genzai Tadanori                                               | 現在忠度             | 4   | inconnu                      |
| Genzai Tomoe                                                  | 現在巴               | 4   | inconnu                      |
| Giō                                                           | 祇王                 | 3   | inconnu                      |
| Go                                                            | 碁                   | ?   | bangai kyoku                 |
| Goō                                                           | 護法                 | 4   | inconnu                      |
| Hachi no ki Les arbres en pot                                 | 鉢木                 | 4   | inconnu                      |
| Hagoromo Le manteau de plumes                                 | 羽衣                 | 3   | inconnu                      |
| Hajitomi Le Volet en treillis                                 | 半蔀                 | 3   | Naitō nanigashi (Zaemon?)    |
| Hakurakuten                                                   | 白楽天               | 1   | inconnu                      |
| Hana-ikusa                                                    | 花軍                 | 4   | Kanze Nagatoshi              |
| Hanagatami Le Panier de fleurs                                | 花筐                 | 4   | Zeami                        |
| Hanjo Dame Han                                                | 斑女                 | 4   | Zeami                        |
| Hashi Benkei Benkei sur le pont                               | 橋弁慶               | 4   | inconnu                      |
| Hatsuyuki Neige vierge                                        | 初雪                 | 4   | Komparu Zempō                |
| Hibariyama La Montagne de l'alouette                          | 雲雀山               | 4   | inconnu                      |
| Higaki La Barrière de cyprès                                  | 桧垣                 | 3   | Zeami                        |
| Himuro                                                        | 氷室                 | 1   | Miyamasu                     |
| Hitachi-obi                                                   | 常陸帯               | 4/5 | inconnu                      |
| Hiun                                                          | 飛雲                 | 5   | inconnu                      |
| Hōjōgawa La rivière qui rend les choses libres                | 放生川               | 1   | Zeami                        |
| Hōkazō Les Prêtres Hoka                                       | 放下僧               | 4   | inconnu                      |
| Hōso                                                          | 彭祖                 | 4   | inconnu                      |
| Hotoke no hara                                                | 仏原                 | 3   | inconnu                      |
| Hyakuman Million                                              | 百万                 | 4   | Kan'ami, rev. Zeami          |
| Ikarikazuki The Anchor Draping                                | 碇潜                 | 5   | Komparu Zempō                |
| Ikenie The Pool Sacrifice                                     | 生贄 ou 池贄         | ?   | ???                          |
| Ikkaku sennin Le Magicien à une corne                         | 一角仙人             | 5   | Komparu Zempō                |
| Ikuta Atsumori                                                | 生田敦盛             | 2   | Komparu Zempō                |
| Iwafune                                                       | 岩船                 | 1   | inconnu                      |
| Izutsu Le berceau du puits                                    | 井筒                 | 3   | Zeami                        |
| Jinen koji Jinen le prédicateur                               | 自然居士             | 4   | Kan'ami                      |
| Kagekiyo                                                      | 景清                 | 4   | inconnu                      |
| Kagetsu                                                       | 花月                 | 4   | inconnu                      |
| Kakitsubata L'Iris                                            | 杜若                 | 3   | Zeami? ou Zenchiku           |
| Kamo                                                          | 賀茂                 | 1   | Komparu Zempō                |
| Kamo monogurui La folle du sanctuaire Kamo                    | 賀茂物狂             | 4   | inconnu                      |
| Kamo no Chōmei                                                | 鴨長明               | ?   | ???                          |
| Kanameishi                                                    | 要石                 | ?   | ???                          |
| Kanawa La Couronne de Fer/Tripod                              | 鉄輪                 | 4   | inconnu                      |
| Kanehira La Fin d'Imai                                        | 兼平                 | 2   | inconnu                      |
| Kanemaki                                                      | 鐘巻                 | ?   | Kanze Kojiro Nobumitsu       |
| Kannyōkyū Le Palais Kannyō                                    | 咸陽宮               | 4   | inconnu                      |
| Kantan Vie et Rêve                                            | 邯鄲                 | 4   | inconnu                      |
| Kappo                                                         | 合浦 ou 合甫         | 5   | inconnu                      |
| Kasa sotoba La tombe couverte                                 | 笠卒塔婆             | ?   | Kanze Motomasa? bangai kyoku |
| Kashiwazaki                                                   | 柏崎                 | 4   | Enami Saemon, rev. Zeami     |
| Kasuga ryūjin Le Dieu dragon de Kasuga                        | 春日龍神             | 5   | inconnu                      |
| Kayo Komachi La Cour de Komachi                               | 通小町               | 4   | Kan'ami, rev. Zeami          |
| Kazuraki                                                      | 葛城                 | 3   | Zeami                        |
| Kazuraki tengu                                                | 葛城天狗             | 5   | Kanze Nagatoshi              |
| Kenjō Genjō                                                   | 絃上 ou 玄象         | 5   | Kawakami kannushi            |
| Kiku jidō Makura jidō                                         | 菊慈童 ou 枕慈童     | 4   | inconnu                      |
| Kinsatsu La Tablette d'or                                     | 金札                 | 1   | Kan'ami                      |
| Kinuta The Fulling Block                                      | 砧                   | 4   | Zeami                        |
| Kirikane Soga                                                 | 切兼曽我             | 4   | inconnu                      |
| Kiso Seigneur Kiso                                            | 木曽                 | 4   | inconnu                      |
| Kiyotsune                                                     | 清経                 | 2   | Zeami                        |
| Kochō                                                         | 胡蝶                 | 3   | Kanze Kojiro Nobumitsu       |
| Kodama Ukifune The Wood Spirit Ukifune                        | 木霊浮舟 ou 木玉浮舟 | ?   | bangai kyoku                 |
| Kogō Dame Kogō                                                | 小督                 | 4   | Komparu Zenchiku             |
| Koi no Matsubara                                              | 恋の松原             | 4   | inconnu                      |
| Koi no omoni Le fardeau de l'amour                            | 恋重荷               | 4   | Zeami                        |
| Kokaji                                                        | 小鍛冶               | 5   | inconnu                      |
| Komachi uta arasoi                                            | ???                  | ?   | ???                          |
| Komachi sōshi                                                 | ???                  | ?   | ???                          |
| Kosode Soga Les Robes de Soga                                 | 小袖曽我             | 4   | inconnu                      |
| Kōtei                                                         | 皇帝                 | 5   | Kanze Nobomitsu              |
| Kōu                                                           | 項羽                 | 5   | inconnu                      |
| Kōya monogurui Le Fou du mont Kōya                            | 高野物狂             | 4   | Zeami, Kanze Motomasa        |
| Kumasaka Le Voleur                                            | 熊坂                 | 5   | inconnu                      |
| Kurama tengu                                                  | 鞍馬天狗             | 5   | Miyamasu                     |
| Kureha                                                        | 呉服                 | 1   | Zeami?                       |
| Kurikara otoshi La Chute du Kurikara                          | 倶利伽羅落           | ?   | bangai kyoku                 |
| Kurozuka Adachi ga hara                                       | 黒塚 ou 安達原       | 2   | Zeami                        |
| Kurumazō                                                      | 車僧                 | 5   | inconnu                      |
| Kusanagi                                                      | 草薙                 | 4   | inconnu                      |
| Kuse no to                                                    | 久世戸               | 1   | Kanze Kojiro Nobumitsu       |
| Kusu no tsuyu Le Camphrier sous la rosée                      | 楠露                 | 4   | inconnu                      |
| Kuzu                                                          | 国栖                 | 5   | inconnu                      |
| Maiguruma The Dance Waggons                                   | 舞車                 | 4   | bangai kyoku                 |
| Makiginu Rouleaux de soir                                     | 巻絹                 | 3   | inconnu                      |
| Makura Jidō Jidō et l'oreiller Kiku Jidō                      | 枕慈童               | 4   | inconnu                      |
| Manjū voir aussi Nakamitsu (K)                                | 満仲                 | 4   | inconnu                      |
| Mari The Football                                             | 鞠                   | ?   | bangai kyoku                 |
| Matsu no o                                                    | 松尾                 | 1   | inconnu                      |
| Matsukaze Le Vent dans les pins                               | 松風                 | 3   | Kan'ami, rev. Zeami          |
| Matsumushi Le Grillon du pin                                  | 松虫                 | 4   | Komparu Zenchiku             |
| Matsuyama kagami Le Miroir de Matsuyama                       | 松山鏡               | 5   | inconnu                      |
| Matsuyama tengu                                               | 松山天狗             | 5   | inconnu                      |
| Mekari                                                        | 和布刈               | 1   | Komparu Zenchiku             |
| Michimori                                                     | 通盛                 | 2   | Seiami, rev. Zeami           |
| Miidera                                                       | 三井寺               | 4   | inconnu                      |
| Mimosuso Mimosuso-gawa                                        | 御裳濯               | 1   | Zeami?                       |
| Minase                                                        | 水無瀬               | 4   | inconnu                      |
| Minazuki-barae Rite de purification de juin                   | 水無月祓             | 4   | Zeami                        |
| Minobu                                                        | 身延                 | 3   | inconnu                      |
| Mitsuyama Trois Montagnes                                     | 三山                 | 4   | inconnu                      |
| Miwa                                                          | 三輪                 | 3   | Zeami?                       |
| Mochizuki                                                     | 望月                 | 4   | inconnu                      |
| Momijigari L'observation de l'érable                          | 紅葉狩               | 5   | Kanze Kojiro Nobumitsu       |
| Morihisa                                                      | 盛久                 | 4   | Kanze Motomasa               |
| Motomezuka La Tombe cherchée                                  | 求塚                 | 4   | Kan'ami?                     |
| Murogimi                                                      | 室君                 | 4   | inconnu                      |
| Murozumi                                                      | 室住                 | ?   | bangai kyoku                 |
| Mutsura                                                       | 六浦                 | 3   | Komparu?                     |

| Nom                                               | Kanji                | Cat | Auteur                                  |
| ------------------------------------------------- | -------------------- | --- | --------------------------------------- |
| Nakamitsu =Manjū                                  | 仲光 or 満仲         | 4   | Zeami                                   |
| Naniwa                                            | 難波                 | 1   | Zeami                                   |
| Nara mōde Daibutsu kuyō                           | 奈良詣 ou 大仏供養   | 4   | inconnu                                 |
| Nezame                                            | 寝覚                 | 1   | inconnu                                 |
| Nishikido                                         | 錦戸                 | 4   | inconnu                                 |
| Nishikigi L'Arbre de brocart                      | 錦木                 | 4   | Zeami                                   |
| Niwatori Tatsuta                                  | 鶏竜田               | 5   | inconnu                                 |
| Nomori Gardien des champs                         | 野守                 | 5   | Zeami                                   |
| Nonomiya Le Sanctuaire dans les champs            | 野宮                 | 3   | Komparu Zenchiku?                       |
| Nue Oiseau de nuit                                | 鵺                   | 5   | Zeami                                   |
| Obasute Vieille femme abandonnée                  | 姨捨                 | 3   | Zeami                                   |
| Ochiba (no miya) Feuilles tombées                 | 落葉(宮)             | 3   | inconnu                                 |
| Ōeyama Démon d'Ōeyama                             | 大江山               | 5   | inconnu                                 |
| Ohara gokō Visite impériale à Ohara               | 大原御幸 ou 小原御幸 | 3   | inconnu                                 |
| Oimatsu Le vieux Pin                              | 老松                 | 1   | Zeami                                   |
| Okina Le vieil homme                              | 翁                   | 0   | inconnu                                 |
| Ominameshi Demoiselle Fleur                       | 女郎花               | 4   | inconnu                                 |
| Ōmu Komachi Le poème perroquet de Komachi         | 鸚鵡小町             | 3   | inconnu                                 |
| Orochi                                            | 大蛇                 | 5   | Kanze Kojiro Nobumitsu                  |
| Oshio                                             | 小塩                 | 3   | Komparu Zenchiku                        |
| Ōyashiro                                          | 大社                 | ?   | Kanze Nagatoshi                         |
| Raiden                                            | 来殿                 | 5   | Maeda Nariyasu rev. Hōshō-Gorō Tomoyuki |
| Raiden                                            | 雷電                 | 5   | inconnu                                 |
| Rashōmon                                          | 羅生門               | 5   | Kanze Kojiro Nobumitsu                  |
| Rinzō                                             | 輪蔵                 | 1   | Kanze Nobutoshi                         |
| Rōtaiko Prison Drum                               | 籠太鼓               | 4   | inconnu                                 |
| Rō Giō Prison Giō                                 | 籠祇王               | 3   | Kanze Motomasa?                         |
| Ryōko                                             | 龍虎                 | 5   | Kanze Kojiro Nobumitsu                  |
| Sagi Le Héron blanc                               | 鷺                   | 3   | inconnu                                 |
| Saigyōzakura Le cerisier de Saigyō                | 西行桜               | 3   | Zeami                                   |
| Sakahoko                                          | 逆鉾                 | 1   | Miyamasu?                               |
| Sakuragawa La Rivière de la cerise                | 桜川                 | 4   | Zeami                                   |
| Sakurai (no eki)                                  | 桜井(駅)             | 4   | Nezu Morizane                           |
| Sanemori                                          | 実盛                 | 2   | Zeami                                   |
| Sanshō Trois hommes rient                         | 三笑                 | 4   | inconnu                                 |
| Sasaki                                            | 佐々木               | ?   | Heike (book 9)                          |
| Saoyama                                           | 佐保山               | 1   | Komparu Zenchiku?                       |
| Seiganji                                          | 誓願寺               | 3   | inconnu                                 |
| Seiōbo Reine mère de l'Occident                   | 西王母               | 1   | Komparu Zenchiku?                       |
| Sekidera Komachi Komachi à Sekidera               | 関寺小町             | 3   | Zeami?                                  |
| Sekihara Yoichi                                   | 関寺与市             | 4   | inconnu                                 |
| Semimaru                                          | 蝉丸                 | 4   | Zeami?                                  |
| Senju                                             | 千手 ou 千寿         | 3   | Komparu Zenchiku                        |
| Sesshōseki La Pierre de mort                      | 殺生石               | 5   | inconnu                                 |
| Settai Hospitalité                                | 摂待                 | 4   | Miyamasu                                |
| Shakkyō                                           | 石橋                 | 5   | inconnu                                 |
| Shari                                             | 舎利                 | 5   | inconnu                                 |
| Shichiki ochi Sept guerriers en vol               | 七騎落               | 4   | inconnu                                 |
| Shiga                                             | 志賀                 | 1   | inconnu                                 |
| Shigehira =Kasa sotoba                            | 重衡                 | 2   |                                         |
| Shigemori                                         | 重盛                 | 4   | bangai kyoku                            |
| Shikiji monogurui                                 | 敷地物狂             | 4   | bangai kyoku                            |
| Shikimi tengu Gobelins parmi les fleurs           | 樒天狗               | ?   | inconnu                                 |
| Shirahige                                         | 白髭 ou 白鬚         | 1   | inconnu                                 |
| Shironushi                                        | 代主                 | 1   | Komparu Zenchiku?                       |
| Shōjō The Tippling Elf ≠Taihei Shōjō              | 猩々                 | 5   | inconnu                                 |
| Shōki                                             | 鍾馗                 | 5   | Komparu Zenchiku                        |
| (Ō) Shōkun Wang Zhaojun                           | (王)昭君             | 5   | inconnu                                 |
| Shōzon                                            | 正尊                 | 4   | Kanze Nobutoshi                         |
| Shunkan Kikaigashima                              | 俊寛 ou 鬼界島       | 4   | Komparu Zenchiku                        |
| Shunnei                                           | 春栄 ou しゅんねい   | 4   | Zeami                                   |
| Shunzei Tadanori                                  | 俊成忠度             | 2   | Naitō Zaemon                            |
| Sonoda                                            | 園田                 | ?   | ???                                     |
| Sōshi arai (Komachi) Komachi rétablit son honneur | 草紙洗(小町)         | 3   | inconnu                                 |
| Sotoba Komachi Komachi sur la tombe               | 卒都婆小町           | 4   | Kan'ami                                 |
| Suma Genji Genji dans la baie de Suma             | 須磨源氏             | 5   | Zeami                                   |
| Sumidagawa La Sumida-gawa                         | 隅田川 ou 角田川     | 4   | Kanze Motomasa                          |
| Sumiyoshi mōde Pèlerinage à Sumiyoshi             | 住吉詣               | 3   | inconnu                                 |
| Sumizomezakura                                    | 墨染桜               | 3   | inconnu                                 |
| Tadanobu                                          | 忠信                 | 4   | inconnu                                 |
| Tadanori                                          | 忠度                 | 2   | Zeami                                   |
| Taema                                             | 当麻                 | 5   | Zeami                                   |
| Taihei shōjō L'Elfe et le grand pot               | 大瓶猩々             | 5   | inconnu                                 |
| Taisanpukun Archdemon Taisan                      | 泰山府君             | 4   | inconnu                                 |
| Taisei Taishi                                     | 太施太子 ou 泰世太子 | ?   | Nobumitsu bangai kyoku                  |
| Taiten                                            | 大典                 | 1   | ???                                     |
| Takasago/Aioi Vieillir ensemble                   | 高砂 ou 相老         | 1   | Zeami                                   |
| Take no yuki Neige des bambous                    | 竹雪                 | 4   | inconnu                                 |
| Tamakazura Le Chapelet orné de joyaux             | 玉葛 ou 玉鬘         | 4   | Komparu Zenchiku                        |
| Tamanoi Le Puits aux bijoux                       | 玉井                 | 1   | Kanze Kojiro Nobumitsu                  |
| Tamura                                            | 田村                 | 2   | inconnu                                 |
| Tango monogurui Le fou de Tango                   | 丹後物狂             | 4   | Iami, rev. Zeami bangai kyoku           |
| Tanikō La Vallée du rite                          | 谷行                 | 5   | inconnu                                 |
| Tankai                                            | 湛海                 | 4   | inconnu                                 |
| Tatsuta                                           | 龍田 ou 竜田         | 3   | Komparu Zenchiku                        |
| Teika                                             | 定家                 | 3   | Komparu Zenchiku                        |
| Tenko Le tambour céleste                          | 天鼓                 | 4   | inconnu                                 |
| Tōboku La Grande salle du nord-est                | 東北                 | 3   | inconnu                                 |
| Tōbōsaku                                          | 東方朔               | 1   | Komparu Zempō                           |
| Tōei                                              | 藤永 or 藤栄         | 4   | inconnu                                 |
| Tōgan koji                                        | 東岸居士             | 4   | Zeami?                                  |
| Tokusa Scouring Rushes                            | 木賊                 | 4   | Zeami?                                  |
| Tomoakira                                         | 知章                 | 2   | inconnu                                 |
| Tomoe                                             | 巴                   | 2   | inconnu                                 |
| Tomonaga                                          | 朝長                 | 2   | Kanze Motomasa?                         |
| Torioi(bune) Bateau épouvantail                   | 鳥追(舟)             | 4   | inconnu                                 |
| Tōru Shiogama                                     | 融 ou 塩釜           | 5   | Zeami                                   |
| Tōsen Navire chinois                              | 唐船                 | 4   | inconnu                                 |
| Tsuchigomo Esprit d'une araignée                  | 土蜘蛛               | 5   | inconnu                                 |
| Tsuchiguruma La Brouette                          | 土車                 | 5   | Zeami                                   |
| Tsunemasa                                         | 経政 ou 経正         | 2   | inconnu                                 |
| Tsurugoaka                                        | 鶴岡                 | ?   | bangai kyoku                            |
| Tsurukame Gekkyūden Grue et Tortue                | 鶴亀 ou 月宮殿       | 1   | inconnu                                 |
| U no matsuri Festival du cormoran                 | 鵜祭                 | 1   | inconnu                                 |
| Uchito mōde Visite au Ise-jinju                   | 内外詣               | 1   | Kongō Nagayori                          |
| Ugetsu Pluie et Lune                              | 雨月                 | 4   | Komparu Zenchiku                        |
| Ukai Le Cormoran pêcheur                          | 鵜飼                 | 5   | Enamizaemon Gorō rev. Zeami             |
| Ukifune Bateau à la dérive                        | 浮舟                 | 4   | Yokō Motohisa rev. Zeami                |
| Ukon                                              | 右近                 | 1   | Zeami, rev. Kanze Kojiro Nobumitsu?     |
| Ume                                               | 梅                   | 3   | Kanze Motoakira                         |
| Umegae Branche de prunier                         | 梅枝                 | 4   | inconnu                                 |
| Uneme                                             | 釆女                 | 3   | Zeami?                                  |
| Unoha Les Plumes du Cormoran                      | 鵜羽                 | ?   | bangai kyoku revived 1991               |
| Unrin'in Temple Unrin                             | 雲林院               | 3   | inconnu                                 |
| Urashima                                          | 浦島                 | 1   | Kanze Miyamasu                          |
| Urokogata                                         | 鱗形                 | 1   | inconnu                                 |
| Utaura Divination en vers                         | 歌占                 | 4   | Kanze Motomasa                          |
| Utō Oiseaux de chagrin                            | 善知鳥               | 4   | Zeami Motokiyo                          |
| Utsusemi Le Coquillage de la cigale               | 空蝉                 | ?   | bangai kyoku                            |
| Yamanba La vieille de la montagne                 | 山姥                 | 5   | Zeami                                   |
| Yashima Yoshitsune La bataille de Yashima         | 八島 or 屋島 or 義経 | 2   | Zeami?                                  |
| Yōkihi Chagrin éternel                            | 楊貴妃               | 3   | Komparu Zenchiku                        |
| Yorimasa                                          | 頼政                 | 2   | Yorimasa                                |
| Yōrō Nourrir les personnes âgées                  | 養老                 | 1   | Zeami                                   |
| Yoroboshi L'enfant mendiant qui titube            | 弱法師               | 4   | Kanze Motomasa kuse de Zeami            |
| Yoshino Shizuka Dame Shizuka à Yoshino            | 吉野静               | 3   | Kan'ami                                 |
| Yoshino Tennin                                    | 吉野天人             | 3   | Kanze Kojiro Nobumitsu                  |
| Youchi Soga L'attaque nocturne du frère Soga      | 夜討曽我             | 4   | Miyamasu                                |
| Yūgao Visages du soir                             | 夕顔                 | 3   | inconnu                                 |
| Yugyō yanagi Le Prêtre et le saule                | 遊行柳               | 3   | Kanze Kojiro Nobumitsu                  |
| Yuki Neige                                        | 雪                   | 3   | inconnu                                 |
| Yumi Yawata                                       | 弓八幡               | 1   | Zeami                                   |
| Yuya                                              | 熊野 ou 湯谷         | 3   | inconnu ; peut-être Komparu Zenchiku.   |
| Zegai                                             | 善界,是界 ou 是我意  | 5   | Takeda Sadamori                         |
| Zenji Soga Le Prêtre Soga                         | 禅師曽我 ou 禅師曾我 | 4   | inconnu                                 |

## Sources de la traduction
- (en) Cet article est partiellement ou en totalité issu de l’article de Wikipédia en anglais intitulé « List of Noh plays (A–M) » (voir la liste des auteurs).

- (en) Cet article est partiellement ou en totalité issu de l’article de Wikipédia en anglais intitulé « List of Noh plays (N–Z) » (voir la liste des auteurs).